# Aage B. Sørensen
Aage B. Sørensen (* 13. Mai 1941 in Silkeborg; † 18. April 2001 in Boston, Massachusetts) war ein dänisch-amerikanischer Soziologe.
Sørensen studierte an der Universität Kopenhagen und war 1967 dort der erste Absolvent des neu eingerichteten Magister-Studienganges Soziologie. 1968 verließ er Dänemark, um an der Johns Hopkins University in Baltimore zu forschen. Dort wurde er mit einer Arbeit über Modelle von Prozessen der Karrieremobilität promoviert. Von 1971 bis 1984 lehrte er an der University of Wisconsin–Madison (mit einer kurzen Unterbrechung als Professor an der Universität Oslo). Von 1984 bis zu seinem Tode war er Professor an der Harvard University.
Sørensen forschte und publizierte zu Problemen der Bildungssoziologie, der Arbeitsmarktforschung, der empirischen Sozialforschung und der Ungleichheitsforschung. Zu letzterem präsentierte er einen vielbeachteten Ansatz, nach dem soziale Ungleichheit durch die Monopolisierung von Renten entstehe. Zur mathematischen Formulierung soziologischer Fragestellung legte er grundlegende Beiträge vor.